# Néa Irákleia
Néa Irákleia (Nea Irakleia) är en ort i Grekland.   Den ligger i prefekturen Chalkidike och regionen Mellersta Makedonien, i den nordöstra delen av landet, 270 km norr om huvudstaden Aten. Néa Irákleia ligger 17 meter över havet och antalet invånare är 832.
Terrängen runt Néa Irákleia är lite kuperad. Havet är nära Néa Irákleia åt sydväst. Närmaste större samhälle är Néa Kallikráteia, 5,6 km sydost om Néa Irákleia. 